# Cerkiew Opieki Matki Bożej w Świdniku
Cerkiew Opieki Matki Bożej – prawosławna cerkiew parafialna we wsi Świdnik, w rejonie turczańskim, w obwodzie lwowskim. Należy do dekanatu turczańskiego eparchii lwowskiej Ukraińskiego Kościoła Prawosławnego Patriarchatu Moskiewskiego.

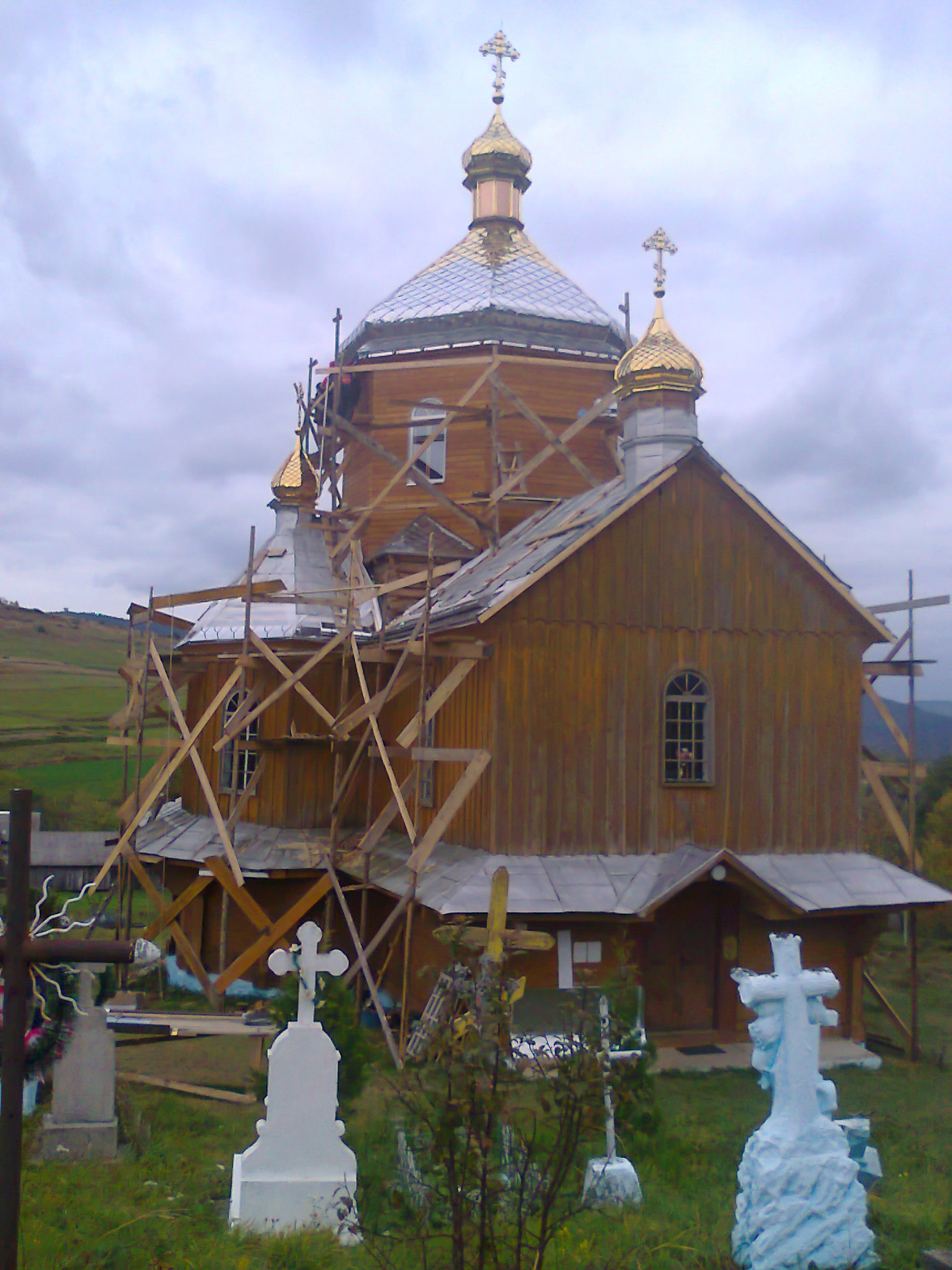
Cerkiew w trakcie pozłacania kopuł (2013)

Świątynia znajduje się na stoku wzniesienia, z dala od zabudowań wsi. Wzniesiona w 1906. W latach 1968–1989 zamknięta dla użytku liturgicznego. 
Budowla drewniana, w stylu neoukraińskim. Wejście na teren cerkiewny przez trójkondygnacyjną dzwonnicę bramną, również z drewna.